# Адо Улуро
Адо́ Улуро (справжні прізвище, ім'я та по батькові — Гаврило Миколайович Курилов; 30 квітня 1938, Андрюшкіно — 27 листопада 2024) — юкагирський письменник, фольклорист і мовознавець, кандидат філологічних наук з 1969 року; член Спілки письменників Росії з 1975 року.

## Біографія
Народився 30 квітня 1938 року в селі Андрюшкіному Нижньоколимського улусу Якутської АРСР СРСР (тепер Республіка Саха, РФ). 1958 року закінчив Якутське педагогічне училище, у 1962 році — Ленінградський педагогічний інститут.
Протягом 1968–1991 років працював науковим співробітником, завідувачем сектору Інституту історії, мови та літератури Якутської філії Сибірського відділення АН СРСР; з 1991 року — завідувач сектору юкагирської мови, літератури та фольклору Інституту проблем нечислених народів Північі Сибірського відділення Російської академії наук у Якутську. Одночасно був доцентом кафедри філології Якутського університету.

## Творчість
Псевдонім Адо Улуро означає «Син Улуро» (Улуро — озеро на півночі Якутії, на берегах якого живе переважна більшість юкагирів).
Створив юкагирську писемність, видав:
- перший юкагирський «Букварь» (1987);
- «Юкагирско-русский словарь» (1990);
- «Русско-юкагирский разговорник» (1992).

Зібрав матеріали з мови, фольклору та етнографії юкагирів. Опублікував збірку «Перекази та легенди» (1992), низку наукових праць.
Автор кількох поетичних і прозаїчних книг, які виходили юкагирською мовою або в російському і якутському перекладах:
- «Юкагирські вогнища» (1965);
- «Пісня дзвінких копит» (1970);
- «Поки дрімають олені» (1973);
- «Розтоплені сніги» (1975);
- «Таловина» (1977);
- «Гуготіння Полярного сяйва» (1984).

Писав також для дітей:
- збірка «Оповідання Юко» (1973);
- п'єси «Мій друг Чага» (1985), «Мила Лабунмедену» (1988) та інші.

Переклав твори Степана Руданського («Повій, вітре, на Вкраїну»), Лесі Українки («Коли втомлюся я життям щоденним»), Володимира Сосюри («Любіть Україну!», «Юнакові»), вступ до балади «Причинна» («Реве та стогне Дніпр широкий») та вірш «Думка» («Тече вода в синє море»), «Заповіт» Тараса Шевченка.